# Działania rajdowe
Działania rajdowe lub rajd – samodzielne, wysoce manewrowe działania bojowe wydzielonych sił związku taktycznego (oddziału) prowadzone w ugrupowaniu przeciwnika bądź na obszarze tylko przez niego kontrolowanym, mające na celu zapewnienie jak najkorzystniejszych warunków do wykonania zadań przez siły główne. Stosunkowo duża częstotliwość takich działań na tyłach przeciwnika tworzy swoisty „drugi front” wspomagający wykonywanie zadań przez siły główne.

## Rajdy w ujęciu historycznym
Działań rajdowych można doszukać się już w starożytności. Z masowym ich stosowaniem spotykamy się w działaniach armii mongolskiej (tatarskiej). Stosowana strategia i taktyka rajdów sprzyjała realizacji celów poszczególnych kampanii jakimi były przede wszystkim grabieże, łupy, jasyr itp,.  Tego typu działania (działania zagonowe) stosowała również w wiekach XVI i XVII jazda polska. W odróżnieniu od tatarskich, polskie działania zagonowe były przede wszystkim przedsięwzięciami typowo bojowymi, a ich obiektem były siły zbrojne przeciwnika, a nie ludność i gospodarka danego (zazwyczaj własnego) terytorium.
Wraz z pojawieniem się armii masowych, akcje rajdowe skierowane zostały na zaplecze przeciwnika. Na podstawie wojen napoleońskich zaczęto  tworzyć uogólnienia teoretyczne dla  działań rajdowych. Zagadnieniami tymi zajmował się między innymi rosyjski dowódca oddziałów partyzanckich okresu wojny w 1812 Denis Dawydow, a także poruszali je w swoich pracach także Carl von Clausewitz i Antoine-Henri Jomini. Mimo zmniejszania się znaczenia kawalerii na polu walki, na teatrach wojny, gdzie stosunek liczebności wojsk do przestrzeni był stosunkowo nieduży, rajdy kawaleryjskie nadal odgrywały istotną rolę. Tak było w okresie  amerykańskiej wojny domowej, wojny domowej w Rosji, jak również wojny polsko-bolszewickiej.
Wraz z pojawieniem się na polu walki czołgów rozpoczęto opracowywać teoretyczne podstawy rajdów pancernych. Ich prekursorami byli teoretycy angielscy: John Frederick Charles Fuller i Basil Liddell Hart. W sensie doktrynalnym zostały one rozwinięte w latach trzydziestych w Związku Radzieckim i w Niemczech  jako sposób użycia pancernych grup szybkich.
Ich praktycznym zastosowaniem były niemieckie zagony pancerne w początkowym okresie II wojny  światowej w Polsce, we Francji i w Związku Radzieckim, oraz radzieckich  grup szybkich i oddziałów wydzielonych w latach 1942-1945.  Ich charakterystyczną cechą było to, że stanowiły one nie tylko działanie na rzecz sił głównych, ale często same przesądzały o wynikach operacji czy walki.
Wraz z pojawieniem się na uzbrojeniu śmigłowca bojowego,  zaczęto stosować rajdy śmigłowcowe i pancerno-śmigłowcowe. Ich zapowiedź przyniosła  wojna koreańska, a szerokie zastosowanie bojowe znalazły one w wojnie wietnamskiej oraz w kolejnych wojnach na Bliskim Wschodzie. Wzrosło znaczenie rajdów taktycznych, wykonywanych przez małe pododdziały w celu naruszenia systemu ognia oraz systemu dowodzenia przeciwnika i jego tyłów. Ocenia się, ze przyszłe działania obfitować będą w rajdy organizowane  w wymiarze powietrznym i powietrzno-lądowym organizowane przede wszystkim przez wojska desantowo-szturmowe (powietrznoszturmowe) i przyszłościowe wojska powietrznozmechanizowane.

## Charakterystyka działań rajdowych
Działania rajdowe to gwałtowne uderzenia oddziałów rajdowych na uprzednio określone obiekty. Ich realizacja powinna wykorzystywać element zaskoczenia.
Rajd jest rodzajem natarcia, które ma na celu rozbicie lub przechwycenie ważnego celu obiektu lub ludzi przeciwnika. Cel ten osiąga się przez dokładne rozpoznanie, szybkie wejście w jego ugrupowanie, uderzenie i planowe wycofanie. Oddział rajdowy to element ugrupowania bojowego, to specjalnie przygotowany oddział, a niekiedy związek taktyczny wojsk lądowych przeznaczony do przenikania na tyły przeciwnika. Stanowi go na ogół zgrupowanie tworzone w oparciu o elementy ogólnowojskowe ugrupowania bokowego (operacyjnego). 
Dla oddziałów prowadzących rajdy konieczne jest zapewnienie możliwości wsparcia ogniowego, pozwalającego ograniczyć reakcję przeciwnika oraz osiągnięcie wysokiego tempa działań.
Stosowane są również rajdy powietrzne. Tego typu rajd jest działaniem taktycznym, zwykle krótkotrwałym, który charakteryzuje się śmiałością zarówno, co do zamiaru jak i wykonania. Mogą być prowadzone w celu zniszczenia obiektów lub pozycji przeciwnika, pojmania jego jeńców oraz nękania i dezorganizowania jego działań. Tego rodzaju działania są ograniczone w swoim rozmiarze z powodu trudności w kierowaniu nimi i zorganizowania zabezpieczenia logistycznego.
Działania rajdowe to szereg szybkich przesunięć, skrytych wyczekiwań i gwałtownych uderzeń na przeciwnika, które przebiegają w trzech fazach:
- dotarcie do wyznaczonego rejonu (obszaru);
- zwalczanie znajdujących się tam obiektów;
- ponowne przyłączenie się do wojsk własnych.

Zadania oddziałów rajdowych można podzielić na trzy zasadnicze grupy, wymagające jakościowo odmiennych sposobów działania:
- zwalczanie różnorodnych obiektów manewrowych (sił i środków przeciwnika zmieniających swe położenie w toku działań)

w grupie tej wyróżnia się podstawowe elementy: zlokalizowanie obiektu i śledzenie go, skryte i szybkie podejście do obiektu, wykonanie uderzenia ogniowego, odskok z miejsca akcji; szczególną rolę w wykonaniu tych zadań odgrywać będą zgrupowania śmigłowcowe; obiekty manewrowe niszczy się metodą zwalczania strefowego lub selektywnego tropienia.
- opanowanie i czasowe utrzymanie lub niszczenie obiektów stałych (w tym rejonów terenowych)

w tej grupie ważne dąży się do uprzedzenia sił przeciwnika i uchwycenie obiektu, który nie jest bezpośrednio broniony. zgrupowanie rajdowe często będzie opóźniać siły przeciwnika zmierzające do obsadzenia danego obiektu. Skuteczną metodą jest wykorzystanie taktycznych desantów powietrznych lub jednoczesne oddziaływanie na co najmniej dwa obiekty. Jeśli nie uda się uprzedzić przeciwnika, wtedy oddział rajdowy uderza na obiekt z marszu z jednego lub kilku kierunków. Po opanowaniu obiektu zorganizować należy obronę okrężną z  wykorzystaniem walorów obronnych terenu.
- prowadzenie walki z odwodami i środkami wsparcia ogniowego przeciwnika.

Walka z odwodami przeciwnika podejmowana jest zarówno na korzyść sił wysyłających oddział rajdowy jak i celem zapewnienia sobie niezbędnej swobody działania podczas wykonywania zadań własnych. Mogą wystąpić trzy podstawowe sposoby walki: powstrzymywanie (opóźnianie), bój spotkaniowy i atak na odwody rozmieszczone w rejonie. Z reguły walki te będą ostatnim zadaniem oddziału rajdowego. Cechować je musi duża manewrowość, dążenie do związania walką podstawowych sił odwodu oraz szerokie stosowanie działań z powietrza.

## Prowadzenie rajdu
Pierwszą fazą rajdu jest przedostanie się elementu rajdowego na tyły przeciwnika. Celem działania w tym okresie jest jak najszybsze i z jak najmniejszymi stratami  dotarcie do wyznaczonego rejonu w głębi taktycznej (operacyjnej) przeciwnika. W tym okresie powinno się unikać starć z większymi siłami przeciwnika, które hamowałyby tempo rajdu i powodowałyby przedwczesne  zużywanie sił własnych.
Najkorzystniejszym ugrupowaniem zgrupowania rajdowego w początkowej fazie jest ugrupowanie marszowe i obchodzenie napotkanych sił przeciwnika. W niektórych sytuacjach stosuje się metodę przenikania, a więc działanie w luźnym ugrupowaniu (rozczłonkowanym), podzielonym na samodzielne grupy rajdowe, z których każde dociera do wyznaczonego rejonu niezależnie od innych. Po osiągnięciu określonego rejonu  w głębi ugrupowania przeciwnika grupy rajdowe mogą łączyć się w celu wspólnego wykonywania określonych zadań.
W drugiej fazie, podczas wykonywania zadań na tyłach przeciwnika działania oddziału rajdowego cechują się specyficznymi właściwościami. Są to między innymi: dookrężne zagrożenie uderzeniami przeciwnika i konieczność stałego utrzymywania gotowości do ich odparcia; stosowanie zasady „manewr – uderzenie – manewr”, polegającej na skrytym podejściu do obiektu, wykonaniu ataku i szybkim odskoku w bezpieczny rejon; unikanie przewlekłych walk ograniczających tempo działania; brak dopływu środków materiałowo–technicznych oraz możliwości ewakuowania rannych i uszkodzonego sprzętu do wojsk własnych.
Ugrupowanie oddziału rajdowego powinno zapewniać mu: wszechstronność bojową, manewrowość i żywotność. By to osiągnąć, jeszcze w okresie przygotowawczym podzielony on powinien być na kilka samodzielnych grup rajdowych. Utworzone w ten sposób autonomiczne grupy rajdowe powinny być zdolne do wykonywania samodzielnie lub zespołowo różnych zadań w ugrupowaniu przeciwnika. 
W rajdach operacyjnych występuje potrzeba organizowania zgrupowania bazowego. Zapewnić ono ma odtwarzanie zdolności bojowej (żywotność) bojowych elementów ugrupowania. Składa się ono z sił logistycznych zintegrowanych z bezpośrednio je osłaniającymi siłami bojowymi. W jego skład wchodzą też stanowisko dowodzenia zgrupowanie śmigłowcowe oraz inne siły i środki nierozdzielone w danej chwili do grup. Niekiedy zgrupowanie bazowe może spełniać rolę sił głównych rajdu. Wykonując zadanie zapewnienia żywotności zgrupowania rajdowego zgrupowanie bazowe co pewien czas, tworzy enklawę operacyjną. Obejmuje ona: rejon bazowy dla sił i środków nierozdzielonych grupom rajdowym; rejon odpoczynku grup rajdowych; pozycje ubezpieczeń i rejon rozmieszczenia odwodu sił bojowych. W jednej enklawie szczebla operacyjnego mogą odtwarzać zdolność bojową 1-3 grupy rajdowe.
Działania na tyłach mogą być prowadzone w ugrupowaniu zwartym lub luźnym (rozczłonkowanym). W ugrupowaniu zwartym oddział rajdowy  prowadzi większość swych sił w jednym zgrupowaniu i jest ono równocześnie zgrupowaniem bazowym. W celu wykonywania zadań cząstkowych, wysyłane są z jego składu grapy rajdowe. W ugrupowaniu luźnym  działa cały czas kilkoma, usamodzielnionymi grupami rajdowymi, a zgrupowanie bazowe zapewnia im jedynie cykliczne odtwarzanie zdolności bojowej.
Końcową fazę rajdu stanowi połączenie z siłami głównymi. Realizuje się ją poprzez opanowanie określonego rejonu i czekanie w określonym rejonie w nim na podejście sił głównych; przebijanie się do wojsk własnych lub wycofywanie się pod naporem przeciwnika. Faza ta wymaga  szczególnie precyzyjnego współdziałania. Konieczne jest odpowiednio wczesne ustalenie kierunków podejścia nacierających wojsk własnych oraz wyznaczenie punktów (rubieży) spotkania i rubieży bezpieczeństwa, poza którą współdziałające wojska nie mogą prowadzić ognia bez uprzedniego uzgodnienia. Wojska działające od frontu mogą niekiedy wykonywać uderzenie na spotkanie wychodzącego oddziału wydzielonego, najczęściej będą jednak utrzymywać ustaloną rubież. Niekiedy wycofujący się oddział rajdowy może zatrzymać nacierającego przeciwnika jeszcze przed połączeniem się z wojskami własnymi i przejąć rolę sił przesłaniania wojsk broniących się na tym kierunku. Po wyjściu z walki oddział rajdowy przechodzi do wyznaczonego rejonu, gdzie odtwarza zdolność bojową.